# Erihiro
 (août 2025).
Si vous disposez d'ouvrages ou d'articles de référence ou si vous connaissez des sites web de qualité traitant du thème abordé ici, merci de compléter l'article en donnant les références utiles à sa vérifiabilité et en les liant à la section « Notes et références ».
Erihiro (エリヒロ), officiellement titré en capitales ERIHIRO, est un duo féminin de J-pop créé en 2015.

## Histoire
Le nom du groupe est composé des pseudonymes de ses deux chanteuses : Eriko Imai alias "Eri" (ou "elly"), et Hiroko Shimabukuro alias "Hiro". En plus de leurs carrières en solo respectives, les deux membres chantaient déjà ensemble depuis près de vingt ans, étant depuis 1996 les deux chanteuses principales du groupe SPEED, mis en pause en 2013 à la suite du retrait officieux d'un de ses autres membres. Les deux chanteuses continuent toutefois à collaborer, d'abord dans le cadre de l'émission télévisée musicale Utage dont elles sont des participantes régulières depuis 2014, puis en formant en 2015 leur propre duo officiel, parfois considéré comme une continuation officieuse de SPEED. Il sort un premier single en août, Stars, utilisé comme thème de fin du drama Hotel Concierge (ja).

## Discographie
Single physique
- 26 août 2015 : Stars

Single numérique
- 28 juillet 2015 : Stars (TV Size)